# Oxycopis howdeni
Oxycopis howdeni es una especie de coleóptero de la familia Oedemeridae.

## Distribución geográfica
Habita en Texas (Estados Unidos).